# 李少君
李少君（？—？），齐（今山东）人，西汉方士。曾向汉武帝建议行辟谷、祠灶、炼丹砂为黄金三事。武帝颇为信任，也相信其最後成仙而去。